# Parhe
Parhe či Parhä (korejsky: 발해, čínsky: 渤海, Po-chaj) byl stát na pomezí Mandžuska a Koreje, existující v letech 698–926. Základními etniky byly tunguzské kmeny (Mo-che), Korejci a Číňané. Roku 926 byl dobyt Kitany.

## Poloha
Parhe zahrnovalo sever Korejského poloostrova, jižní Mandžusko za řekami Amnokkang a Tuman a dnešní Přímořský kraj.

## Obyvatelstvo
Obyvatelstvo Parhe se neskládalo pouze z původního lidu království Kogurjo. Velkou část tvořili polonomádští Malgalové, kteří kočovali po celém Mandžusku, jižní Sibiři a severovýchodě Korejského poloostrova. Vládnoucí elita ale pocházela z Kogurja a proto se také
považovali za následnický stát.

## Historie
Parhe bylo založeno uprchlíky z korejského království Kogurjo pod vedením generála Te Čo-jonga. Kogurjo bylo předtím porobeno jiným korejským královstvím Sjednocená Silla, které se spojilo s Číňany z dynastie Tchang. V čase založení proto bylo Parhe pod silným tlakem Číny dynastie Tchang a nepřátelské vztahy mělo rovněž se Sjednocenou Sillou. Na severní hranici byla v roce 721 Sillou postavena obranná zeď. Přestože bylo Parhe obklopeno nepřátelskými státy, dokázalo ke konci 8. století natolik rozšířit své území, že zaujímalo celé severovýchodní Mandžusko a poloostrov Liao-tung. Časem se vztahy s Čínou normalizovaly a přejímání tchangských institucí a kultury mohlo pokračovat. Díky přejímání tchangské civilizace kultura v Parhe vzkvétala. Parhe však vzhledem rozdílům mezi vládnoucí vrstvou a ovládaným lidem bylo vnitřně slabé, proto také v roce 926 snadno podlehlo útoku Kitanů (polonomádské mongolské etnikum obývající část Mandžuska). Ti na dobytém území vytvořili stát dynastie Liao.